# Philip Hermogenes Calderon
Philip Hermogenes Calderon, född 3 maj 1838, död 30 april 1898, var en brittisk konstnär.
Calderon anslöt sig som ung till prerafaeliterna. Som historiemålare odlade han sedan en patetisk riktning, den kulminerade i hans mest kända verk, Sankta Elisabeth av Ungern.